# Инвер
Инвер (англ. Inver; ирл. Inbhear) — деревня в Ирландии, находится в графстве Донегол (провинция Ольстер). Железнодорожная станция с одноимённым названием была открыта 18 августа 1893 года и окончательно закрыта 1 января 1960 года.
Одним из настоятелей местного монастыря был Наталий Ольстерский.